# Leonora Pujadas-McShine
Leonora Pujadas-McShine (sinh năm 1910– mất ngày 2 tháng 4 năm 1995) là một nhà hoạt động vì nữ quyền và xã hội người nước cộng hòa Trinidad và Tobago. Khi nước này công nhận việc tất cả mọi người đều có quyền đi bầu (trước đây phụ nữ có nhiều hạn chế như phải biết chữ, 30 tuổi, có tài sản) thì bà đã thành lập Liên minh của cử tri nữ (tiêng Anh: League of Women Voters) trong nước để hướng dẫn và nói cho những người phụ nữ biết về vai trò dân sự của họ. Ngoài ra, bà còn ủng hộ việc trả lương như nhau cho những công nhân ở hai giới tính. Và vì những cống hiến của bà, bà đã được trao huy chương vàng Hummingbird.

## Lí lịch
Leonora Pujadas sinh vào năm 1910 tại Trinidad. Cha bà tên là Leo Pujadas, vốn là một người được ủy quyền để đại diện trước tòa và là phó thị trưởng của thủ đô Port of Spain. Bà là người Trinidadian gốc Phi. Rồi bà tham gia tu viện của thánh Giuse cũng ở Port of Spain.
Sau khi hoàn thành việc học trong nước, cha của ba đưa bà sang Anh để du học. Sau khi học xong, bà về nước và cưới ông Arthur McShine, sau đó cả hai có hai người con trai tên là Kynaston Leigh Gerard và Arthur Leopold. Tuy nhiên, bà đã từ chối việc nhận họ của chồng và vẫn giữ nguyên họ cũ.
Khoảng giữa năm 1941 đến năm 1943, gia đình bà sống ở thị trấn Sangre Grande gần căn cứ không quân Waller của Mỹ trong thời gian suốt chiến tranh thế giờ thứ hai. Sau khi người Mỹ rút quân vào năm 1946, chính phủ cộng hòa Trinidad và Tobago cho phép tất cả người dân trên 21 tuổi đều có quyền đi bầu cử, bất kể là nam hay nữ.

## Sự nghiệp
Bà đã tuyển dụng những người phụ nữ có học thức là y tá Berenice Dolly, cùng quốc tịch với bà và luật sư Edith Bornn ở quần đảo Virgin thuộc Mỹ (cụ thể là đảo St Thomas) để tìm cách làm cho phụ nữ nhận thức được trách nhiệm dân sự của họ.
Năm 1949, bà thành lập tổ chức Liên minh của cử tri nữ ở Port of Spain và làm chủ tịch trong vòng 14 năm. Trong thời gian đó, bà đã thành lập nhiều chi nhánh của tổ chức này ở khắp đất nước.

## Cái chết
Pujadas-McShine mất vào ngày 2 tháng 4 năm 1995 và sau khi chết, người ta đã công nhận những cống hiến mang tính then chốt trong sự phát triển của những người phụ nữ. Chính vì thế, bà đã được trao huân chương vàng Hummingbird.